# Port Clinton (Ohio)
Port Clinton é uma cidade localizada no estado norte-americano de Ohio, no Condado de Ottawa.

## Demografia
Segundo o censo norte-americano de 2000, a sua população era de 6391 habitantes.
Em 2006, foi estimada uma população de 6263, um decréscimo de 128 (-2.0%).

## Geografia
De acordo com o United States Census Bureau tem uma área de
6,0 km², dos quais 5,5 km² cobertos por terra e 0,5 km² cobertos por água. Port Clinton localiza-se a aproximadamente 177 m acima do nível do mar.

## Economia
A economia de Port Clinton se beneficia de sua situação à beira do lago, com as indústrias de pesca, passeios de barco e turismo recreativo proporcionando oportunidades de emprego para muitos habitantes locais. Port Clinton e as atrações próximas em Ottawa e Erie County são conhecidas coletivamente pelos visitantes como "Vacationland", ou mais recentemente, Lago Erie's "Shores e Ilhas ". A economia turística regional é ancorada por atrações como Cedar Point, Put-in-Bay e Kelleys Island. Vários hotéis estão localizados na cidade, que oferecem hospedagem aos visitantes dessas e de outras atrações. Port Clinton é o principal porto do continente do  Jet Express, um serviço de balsa de passageiros para Put-in-Bay. Os National Rifle Matches, realizados nas proximidades de Camp Perry, e a migração de pássaros na primavera no Ottawa National Wildlife Refuge, são dois eventos importantes realizados anualmente que contribuem para a economia turística de Port Clinton.

## Localidades na vizinhança
O diagrama seguinte representa as localidades num raio de 20 km ao redor de Port Clinton.